# René Coty
René-Jules-Gustave Coty (Le Havre, 1882 - 1962) fou un polític, president de la República francesa de 1954 a 1959. Fou el segon i darrer president de la Quarta República francesa.
Home de dret, lletres i filòsof, s'especialitza en dret marítim i comercial, i exercí en matèria civil i penal a Le Havre. El 1905 fundà el cercle literari Cercle Vallonges. Laic i demòcrata, es va inscriure sota la línia política de Léon Gambetta, Jules Ferry i Waldeck-Rousseau. Fou conseller de districte pel partit Radical Socialista el 1907 i conseller municipal de Le Havre el 1908. També defensà en judici al sindicalista Jules Durand el 1910. El 1913 fou conseller general del Sena inferior.
Durant la Primera Guerra Mundial fou reclutat i lluità a la batalla de Verdun. El 1923 fou secretari del Partit Radical i el 1930 secretari d'estat d'interior. Senador des del 1936, fou un dels que votà a favor de donar plens poders al mariscal Henri Philippe Pétain. Per aquest motiu fou inhabilitat un temps el 1945, però el 1946 tornà a la política com a cap dels Republicans independents.
Vicepresident del Consell de la República (Senat) el 1948, el 1954 es presentà a les eleccions presidencials i va substituir Vincent Auriol després d'un escrutini molt accidentat. Nogensmenys, durant el seu mandat es va fer estimar pels francesos per assumir el càrrec amb dignitat i delicadesa.
Davant la crisi política del 1958, va fer una crida al general Charles de Gaulle, «el més il·lustre dels francesos», perquè formés govern. Com que l'Assemblea Nacional, dominada per l'esquerra, es negà a acceptar-ho, va amenaçar de dimitir, raó per la qual ell i De Gaulle foren acusats d'intentar donar un cop d'estat institucional. El gener del 1959 s'aprovà una nova constitució (la de la Cinquena República) i es convocaren noves eleccions presidencials, a les quals no es presentà en profit del general De Gaulle. Fou nomenat membre del Consell Constitucional i es retirà a Le Havre, on va morir el 1962.